# 维莱·屈勒宁
维莱·屈勒宁（芬蘭語：Ville Kyrönen，1891年1月14日—1959年5月24日），芬兰男子田径运动员，主攻长跑。他曾代表芬兰参加1912年、1924年和1932年夏季奥林匹克运动会田径比赛，获得一枚银牌。